# Тёрнер, Кристофер Джон
Кристофер Джон Тёрнер (англ. Christopher John Turner, 17 августа 1933, Лондон, Великобритания — 30 октября 2014, Уинчестер, Великобритания) —  британский государственный и колониальный деятель, губернатор островов Теркс и Кайкос (1982—1987) и Монтсеррата (1987—1990).

## Биография
Он родился в лондонском боро Кингстон-апон-Темс в многодетной семье. Во время Второй мировой войны жил в эвакуации в Оксфордшире, а затем Корнуолле. Окончив школу, служил в королевских ВВС в качестве офицера-штурмана. Обучался в колледже Иисуса в Кембридже, окончил курсы гражданской службе для административных сотрудников заморских территорий.
В 1958 г. поступил в колониальную администрацию Танганьики, вскоре став самым молодым окружным комиссаром в Африке. После провозглашения независимости Танзанией, он попросил президента Ньерере продолжить службу в новом государстве, являлся региональным магистратом, а затем работал в Министерстве образования. В 1970 г. он вернулся в колониальную администрацию Великобритании, являлся окружным агентом на Новых Гебридских островах. На момент провозглашения Новых Гебрид независимым государством Вануату в 1980 г., занимал должности финансового секретаря и главного секретаря и исполняющего обязанности колониального комиссара-резидента. Следующие два года он работал в Гонконге в качестве старшего помощника Главного секретаря администрации.
В 1982—1987 гг. — губернатор островов Теркс и Кайкос. На этом посту сыграл важную роль в перекрытии канала наркопоставок легкомоторными самолетами через островную территорию из Южной Америки в Соединенные Штаты. За эту деятельность получал угрозы от наркомафии, был вынужден прибегнуть к услугам профессиональных телохранителей.
В 1987—1990 гг. — губернатор Монтсеррата.
В 1990 г. королевой Елизаветой II был возведен в командоры ордена Британской империи (CBE).
В том же году он вышел в отставку с государственной службы и занимал высокие должности в бизнесе. Являлся управляющим директором офиса в Великобритании американской McLane Company, а с 1996 г. был старшим руководителем проектов американской Cambridge-Myers Consulting Group.
Ушел на пенсию в 2004 г. и жил с семьей в английском Уинчистере.